# 熱林山
43°28′44″N 20°48′18″E / 43.47889°N 20.80500°E

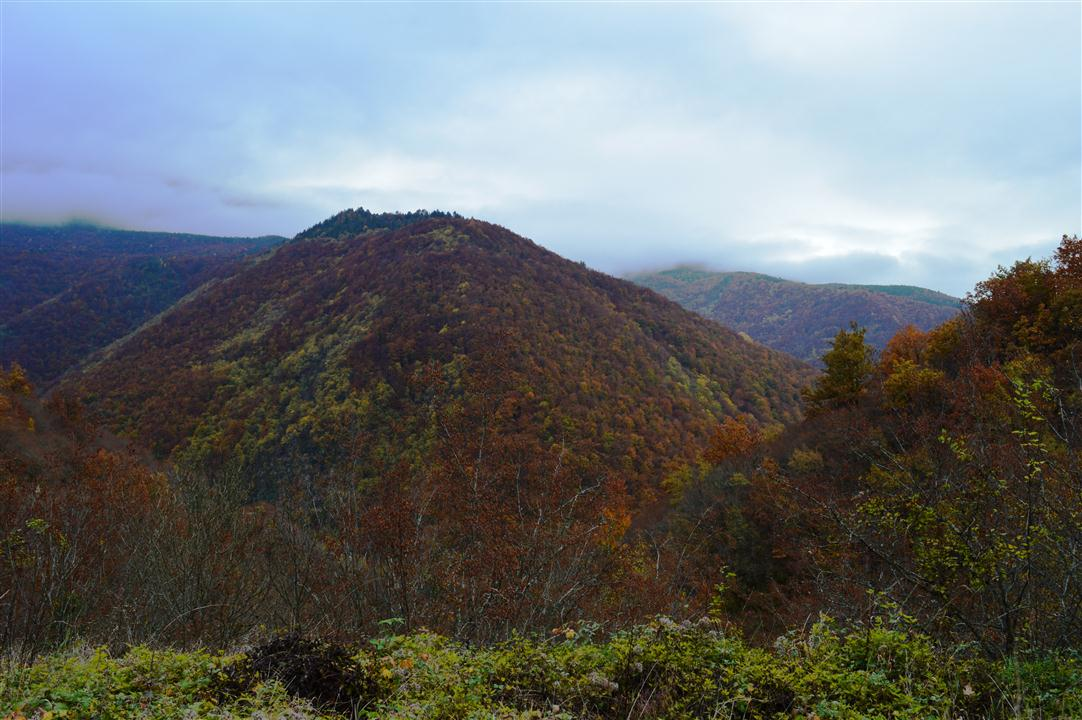
热林山

熱林山是塞爾維亞的山峰，位於該國中部，鄰近弗爾尼亞奇卡礦泉鎮，屬於科帕奧尼克山的一部分，海拔高度1,785米，該地區擁有豐富的放射性礦物資源。